# Бадр Хари
Бадр Хари (на нидерландски: Badr Hari; на арабски: بدر هاري; на берберски: ⴱⴰⴷⵔ ⵀⴰⵔⵉ) е нидерландски и после марокански майстор на бойни изкуства – главно кикбоксьор, но практикуващ също муай-тай и смесени бойни изкуства. Наричан е Златно момче и Лошо момче.

## Биография
Роден е в Амстердам, провинция Северна Холандия, Нидерландия на 8 декември 1984 г. Има мароканско-берберски произход.
Тренира кикбокс от 7-годишен в спортни школи в родния си град. Състезава се за родината си Нидерландия до загубата си от германския боксьор Стефан Леко (от Босна и Херцеговина) през 2005 г. Разочарован и обиден от освиркванията му от нидерландските запалянковци, Б. Хари започва да се състезава под флага на Мароко.
Той е бивш шампион на K-1 в тежка категория, световен шампион в тежка категория на It's Showtime (кикбокс организация), и финалист на K-1 World Grand Prix за 2008 и 2009 г.
Б. Хари е нареждан сред най-великите професионални кикбоксъри на всички времена.
Официално е похвален за постиженията му в спорта от краля на Мароко Мохамед VI през 2009 г.